# Henry Labouisse
Henry Richardson Labouisse  Jr est un juriste et diplomate américain, né le 11 février 1904 en Louisiane et mort le 25 mars 1987 à Manhattan, qui a exercé notamment la fonction de directeur exécutif de l'UNICEF de 1965 à 1979.

## Biographie
Il est le fils de Henry Richardson Labouisse, Sr. et de son épouse Frances Devereux Huger Labouisse. Le nom français Labouisse est dû à ses ancêtres cajuns.
Après avoir exercé son métier d'avocat à New York, il travaille en Europe pour le Plan Marshall, après la fin de la Seconde Guerre mondiale, à l'Ambassade des États-Unis en France de 1951 à 1954, avant d'être nommé directeur de l'Office de secours et des travaux des Nations unies pour les réfugiés de Palestine au Proche-Orient (UNRWA - United Nations Relief and Works Agency for Palestine Refugees in the Near East).
Dans les années 1960, il sert comme directeur de l'Administration internationale de coopération américaine, puis comme ambassadeur des États-Unis en Grèce (1962-1965), avant de devenir directeur exécutif de l'UNICEF à partir de juin 1965 (et jusqu'en décembre 1979).
La politique de Henry Labouisse au sein de l'UNICEF était fondée sur le concept selon lequel : « le bien-être des enfants d'aujourd'hui est inséparable de la paix dans le monde de demain ». Henry Labouisse contribua énormément à la cause humanitaire, par ses nombreux voyages à l'étranger.
Il reçut le Prix Nobel de la paix au nom de l'UNICEF le 10 décembre 1965.
Il avait épousé en premières noces, le 29 juin 1935, Elisabeth Scriven Clark, qui mourut en 1945, et dont il eut une fille, Anne. En 1954, il se remaria avec Ève Curie, la fille des célèbres Prix Nobel de physique Pierre Curie et Marie Curie.

## Hommages
Le prix Labouisse, créé par sa fille et son gendre, Anne et Martin Peretz, consiste à octroyer une somme de 25 000 dollars à tout diplômé de Princeton qui désire travailler ou étudier à l'étranger.